# Henrique Neira
Henrique Neira (Caracas, 1973) es un periodista, escritor, historiador, dibujante e investigador español nacido en Venezuela. Es hermano del también escritor Xerardo Neira.

## Trayectoria
Estudió periodismo en la Universidade de Santiago de Compostela, y fue miembro de uno de sus grupos de investigación. Formó parte de la redacción de los periódicos El Correo Gallego, O Correo Galego y Galicia Hoxe. Trabajó también en el Centro de Supercomputación de Galicia (Cesga).
En 2019 fue galardonado con el Premio Xornalístico Manuel Reimóndez Portela por sus artículos publicados en la revista Código Cero.
En junio de 2023, por la obra Do aritmómetro á computación cuántica, se le otorgó el Premio Vicente Risco de ciencias sociales, que recogió en diciembre en Allariz, villa donde está enterrado el famoso miembro del Grupo Nós  

## Obra
Autor:
- Vedra. Da Prehistoria a 1900, 2001.
- Internet: Navegar desde Galicia, 2005.
- San Paio de Sabugueira. A parroquia compostelá da Lavacolla, 2005.
- Libros galegos en Internet. Unha guía de recursos en liña, 2006.
- Vedra. Da Prehistoria ós inicios do século XX, 2007.
- Santiago de Gres. Historia e cultura dunha parroquia entre o Ulla e o Deza, 2009.
- Terra, festas e música popular. Pequenas historias de Vedra de 1891 a 1900, 2013.
- Noticias da Lavacolla. Dos arrieiros de 1850 ós ómnibus de 1909, 2014.

Coautor:
- Dezasete x dezasete. Galicia e a súa cultura e historia, 1997.
- O labirinto virtual. Sobre as novas tecnoloxías na educación, 1998.
- E bañar-nos-emos nas ondas, 1998.
- Ligazóns 2000, 1999.
- Manual de estilo. O Correo Galego, 2001.
- O Val do Ulla. Unha comarca natural, 2006.
- Gundián. Un achegamento a unha paisaxe natural e humana, 2008.
- Coplas Ulláns, 2010.
- Cántigas da Ulla, 2010.
- Historia do Concello da Enfesta, 2011.
- Corrente abaixo, un percorrido de ensoño. Rutas polos ríos Ulla, Tambre e Xallas, 2011.
- Corriente abajo, un recorrido de ensueño, Rutas por los ríos Ulla, Tambre y Xallas, 2011.
- Downstream, a journey to dream of. Trails by the rivers Ulla, Tambre and Xallas, 2011.
- Xosé Mosquera Pérez. O Vello dos Contos, 2012.
- As pontes do río Ulla. Natureza e cultura, 2013.
- Do palco ó escenario. Unha aproximación analítica á industria da música nas festas populares de Galicia, 2013.
- Ortigueira & Portamérica. Dúas propostas musicais atlánticas desde Galicia para o mundo, 2014.
- Sarandón: anacos de historia, 2014.
- Mercado de Abastos. Santiago de Compostela, 2014.